# Rikako Ikee
Rikako Ikee (池江璃花子, Ikee Rikako), née le 4 juillet 2000 à Edogawa, est une nageuse japonaise. Elle détient le record national en 50 m nage libre et en 100 m papillon.

## Biographie
En 2018, lors des Jeux asiatiques, elle remporte six médailles d'or et devient la première femme, tous sports confondus, à collecter autant de médailles lors d'une seule édition de cette compétition. Elle remporte les épreuves du 50 m , du 100 m, du relais 4 × 100 m libre, 50 et 100 m papillon ainsi que le relais 4 × 100 m 4 nages,,.
Après être devenue la première femme - tous sports confondus - à collecter six médailles d'or lors d'une seule édition des Jeux Asiatiques, Rikako Ikee est élue meilleure athlète de l'édition 2018 de la compétition, une première pour une femme.
Le 12 février 2019, elle annonce sur son compte Twitter qu'elle est atteinte de leucémie. Elle décide de mettre un terme à ses entraînements et renonce à participer aux Championnats du Japon en avril, qualificatifs pour les Championnats du monde à Gwangju cet été.
Début avril 2021, malgré une absence de plus d'un an en raison de sa leucémie, elle réussit à se qualifier pour les JO de Tokyo dans le relais du 4 x 100 m quatre nages. Elle ne réussit en revanche pas à atteindre les minima olympiques pour participer en individuel.